# Charles-Alexandre de Damas d'Antigny
 Charles Alexandre de Damas d'Antigny  (né à Paris le 23 août 1762 et mort à Cirey-sur-Blaise le 31 décembre 1812) est un ecclésiastique français, abbé commendataire de l'Abbaye d'Hérivaux (1784-1790), désigné comme agent général du clergé de France et enfin député supplément du clergé aux États généraux de 1789.  

## Biographie
Charles Alexandre est le 2e fils de François-Jacques Damas, marquis d'Antigny, comte de Ruffey, baron de Chevreau, seigneur du Breuil, et de Zéphirine-Félicitée de Rochechouart. Il est le frère cadet du futur duc Charles-César de Damas d'Antigny et du comte Roger de Damas d'Antigny.
Cadet destiné à l'Église et simple clerc du diocèse de Paris, grâce au népotisme de son oncle maternel le cardinal Jean-François-Joseph de Rochechouart, Évêque-Duc de Laon, il reçoit à l'âge de 15 ans le 23 décembre 1776 le prieuré de Condes qui lui est confirmé le 31 décembre suivant. Il reçoit en 1784 en commende l'abbaye d'Hérivaux. Il est élu député suppléant pour le Clergé de la Généralité de Paris aux États généraux.
Il avait été choisi en 1788 comme agent général du clergé de France pour entrer en fonction en 1790. Du fait du vote de la constitution civile du clergé sa nomination reste sans suite. Privé de ses prébendes à 30 ans lorsque son abbaye est vendue comme bien national, il survit à la révolution française. Il se retire au château de Cirey-sur-Blaise chez sa sœur la comtesse de Simiane où il meurt le 31 décembre 1812 à l'âge de 50 ans. Il est inhumé dans la chapelle Saint-Nicolas de l'église paroissiale.

## Sources
- « Charles-Alexandre de Damas d'Antigny », dans Adolphe Robert et Gaston Cougny, Dictionnaire des parlementaires français, Edgar Bourloton, 1889-1891 [détail de l’édition]
- R. A. Bouillevaux, Notice historique sur le prieuré de Condes, 1856.